# Руски војни меморијали из Првог светског рата у Србији
Руски војни меморијали из Првог светског рата у Србији су спомен обележја и костурнице настале као потреба да се на одговарајући начин похране посмртни остаци руских ратника – учесника Првог светског рата, који су животе изгубили у одбрани Београда и других градова, на битољском бојишту, Солунском фронту, Кајмакчалану и другим бојиштима, на територији бивше Југославије. Укупно гледано меморијали посвећени руским војницима страдалим у Првом светском рату у Србији представљају синтезу традиционалних токова српске меморијалне културе 19. века и утицаја савремених струјања европских меморијалних токова заступљених у међуратном периоду.

## Историјске околности које су претходиле руским меморијалима
У Првом светском рату Русији је припала тешка улога. Поред свог западног фронта од хиљаду километара, и кавкаског фронта од више стотина километара, она је стицајем ратних прилика морала да брани и румунски фронт. 
Свесрдно помажући своје савезнике, послала је и у Србију на почетку рата понеке формације морнара, инжењераца и тобџија за акцију на Сави и Дунаву, болнице, ратни и санитетски материјал. 
Русија је упутила на Солунски фронт и две бригаде: другу бригаду генерала Дитерихса и четврту генерала Леонтијева, да тиме посведочи велику жељу за успостављањем Русије и њеног фронта. Ове су бригаде узеле учешћа у тешким борбама на Солунском фронту и имале велике губитке. Које погинулих, које евакуисаних због рана и болести (маларије), било је, уколико ја имам података, десет хиљада људи. 
У октобру 1916. године, код Битоља, друга руска бригада, нападајући три пута положај Кенали-Меџидли-Лазец-Велутина, изгубила је око хиљаду људи у погинулима и рањеним. Губици друге бригаде у борбама у луку Црне Реке, око коте 1.050, против Немаца и доцније, износили су 42 официра и 1.871 подофицира и војника. Четврта
бригада борила се, углавном, на положају Браздаста Коса-Груниште-Будумуровци-Старовина, нападајући 11. 13 децембра 1916. године Браздасту Косу. Немам податке о њеним губицима. Гробови палих руских војника посејани су на фронту с обе стране некадашње  грчко-југословенске границе. 
Осим Руса погинулих у одбрани Београда 1915. године и на Солунском фронту 1916-1917. године, има гробова руских војника на јсрпском земљишту; војника који су допали ропства на Руско-аустријском фронту заробљеничке команде налазиле су се на више места. Неколицина Руса – заробљеника стрељани су од Аустријанаца, јер су одбили да раде за аустриску војску.

## О меморијалима на тлу Србије
Појава меморијала у Србији с краја 19 и почетком 20. века настала је као потреба за просторно и ментално дефинисали деловање јавности. Њихова препознатљивост учинила је да с временом постану јавни симболи градова, удружења, држава. Нешто каснијена тлу Србије ону су кроз историју постали и визуелни симболи и јединице сећања, на важне историјске догађаје.
У новооснованој држави након Првог светског рата, Краљевини Југославији, 46. пешадијски пук Вардарске дивизије добио 1935. наредбу да тражи и ексхумира тела погинулих руских војника са наше (Југословенске) стране границе. Тада су по званичним подацима нађена тела 387 официра и војника који су идентификовани и 24. маја 1935. сахрањени у капели у склопу Споменика руске славе у Београду. 
Међутим по окончању рата војничка гробља су убрзо остала без одговорног власника, и тиме је почело њихово пропадање и нестајање. Тријанонски мировни споразум, који је потписан 1920. године, у својим члановима 155. и 156. је предвидео, да се војничка гробља узајамно одржавају у добром стању, одн. да се подаци о сахрањенима размене. Ово, на жалост, у пракси је слабо заживело у новооснованој Југославији. 
Парламент Краљевина СХС је 1921. године донео закон о уређењу војничких гробља. Закон је предвиђао, да се после 1928. посмртни остаци погинулих ратника сакупе и пренесу у костурнице, изнад којих ће се подићи капеле, цркве или маузолеји.  Замисао је била добра, али држава због недостатка новца практично није могла да организује и изводи законом предвиђене активности, услед чега је закон 1929. године и суспендован. 
Од 1930. године радови су на неким локалитетима ипак почели, и настале су костурнице по смерницама закона из 1922. године. Тако је тек у деценији пред Други светски рат зачета пракса изградња меморијала из Првог светског рата и на тлу данашње Србије, као део опште тенденције обележавања сећања на Први светски рат у европским земљама тог периода, и представљала је вид демократизације памћења. 
У великом броју војних меморијала представљана је фигура војника (или више њих), допуњена симболима борбе и победе. Ређи је био пример да се подижу споменици појединим истакнутим војсковођама. Ретке су биле и фигуралне представе алегоријских персонификација, карактеристичних за језик визуелне културе 19. века, као што је случај са спомеником „Руске славе“ на Новом гробљу у Београду. Меморијали, су често подразумевали висок степен занатске и уметничке обраде, а по својој споменичкој форми обелиска, или спомен-плоче обележавали су сећања на пале Руске ратнике. Од традиционалних меморијалних форми такође је негована и пракса подизања спомен-чесми.
После 1945. у Југославији се знатно изменио државни, па и цивилни однос према војничким гробљима из Првог светског рата. У многим случајевима гробља су национализована и одузета од црквених валсти, а војничке парцеле у њима су постале непожељне за режим, који је пак градио сопствени култ хероја,
који се темељио на жртвама народноослободилачке борбе, али и сукобу са Стаљином. Од средине 60-их година 20. век, због недостатка простора за сахрањивање, на многимв гробљима је вршена асанација терена. Услед тога су на појединим гробљима ликвидирани и последњи остаци војничких гробова из Првог светског рата.
У Русији се у првим деценијама 21. века пробудила свест о постојању и обнављању гробова руских војника и грађана, па су тако почела и истраживања и потрага за некрополама у којима почивају заборављени руски јунаци. Захваљујући тим подацима настала и ова евиденција о руским меморијалима на тлу данашње Србије.

## Списак меморијала

### Сомбор
Велико православно гробље
У граду Смору на православном гробљу налази се заједничка гробница у којој су сахрањени посмртни остаци 544 ратне заробљенике, укључујући 239 руска. Меморијал је у облику каменог споменика са крстом и натписом на њему: 
| „ | Заједничка гробница 544 ратника из Светског рата 1914—18.г. Слава им! | ” |

 ".

### Зрњанин
Граднуличко гробље
На овом гробљу у Зрењанину сахрањени су посмртни остаци руских војника заточеника у Аустрогураском војном логор који се за време Великог рата налазио у рејону „Шумица“, на данашњем војном полигону. Логор је основан на почетку рата, а већ 19. октобра 1915. године, на војничком делу Градског гробља, сахрањен је неки Александр Ермоленков, ратни заробљеник из Михајловске, који је умро од тифуса. Већина ратних заробљеника је, као и он, умрла од инфективних болести, посебно од „шпанске грознице“, која је у току Првог светског рата однела 20 милиона људи. На основу постојећег списка, овде је сахрањен 241 војник из Првог светског рата, од којих су 82 били преминули руски ратни заробљеници.
После Другог светског рата, војно гробље из Првог светског рата (као и у многим другим деловима Југославије) било је уништено. Остаци руских војника су пренесени на Граднуличко гробље. На иницијативу локалног Друштва српско–руског пријатељства, средствима сакупљеним добровољним прилозима, на овом гробљу је, према пројекту локалног архитекте Милорада Бербакова, подигнута капела 17. новембра 1991. године, на месту где су сахрањени остаци српских и руских ратних заробљеника. 
На мермерној плочи споменика уклесани су следећи стихови зрењанинског песника Радивоја Шајтинца: 
| „ | „Из исте војске, са истих копорана, Вознеси, Господе, сјај њихових рана; Спојте их братством славјанског бескраја, Србијо мати, и Ти, Рус` роднаја.“ | ” |

### Београд
Руски Некропољ у Београду
Ово спомен обележје чини заједничка гробница: меморијални споменик „Руске славе“, Иверска капела, заједничких и појединачних надгробних споменика на парцелама (80, 80а, 90, 90а), на Новом гробљу испод којих леже посмртни остаци бивших припадника руске императорске војске и флоте, који су умрли у емиграцији у Београду и руских војниика – учесника Првог светског рата, који су животе изгубили на овом простору.
Централно место заузима најмонументални и најпознатији заједнички надгробни споменик у Србији, споменик „Руске славе“, дело: архитекте Р. Н. Верховског, по пројекту В. В. Сташевског и идеји пуковника М. Ф. Скородумова. Било је то прво обележје на свету (по речима М. Ф. Скородумова) посвећено двомилионским жртвама руске царске војске у Великом рату. Зато овај споменик има изузетан значај и за Москву која с великом пажњом брине о овом спомен-комплексу.
Споменик „Руске славе“ и Иверска капела свечано су откривени 24. маја 1935. године, а коначно завршени и освећени 12. јануара 1936. године. Споменик је посвећен цару Николају Другом Романову и руским војницима погинулим у Првом светском рату.
У основи споменика чувају се посмртни остаци руских војника, који су погинули у одбрани Београда, на битољском бојишту, Солунском фронту, Кајмакчалану и другим бојиштима, на територији бивше Југославије. Међу сахрањенима су и посмртни остаци четворице руских ратних заробљеника које су стрељали аустријанци у Горажду, затим двојице морнара са брода „Тираспољ“ погинулих код Кладова, и око сто руских војника преминулих у болницама.

### Сента
Православно гробље
У граду Сент на православном гробљу налази се споменик у облику пирамиде са крстом, на коме се налази натпис: 
| „ | Вечно сећање на руску браћу која овде почивају од 1914. до 1924. године. Сента. | ” |

Испод њега су покопани посмртни остаци 51 војника и официра, руских ратних заробљеника, који су умрли од 1915. до 1918. године у аустроугарском војном логору у околини Сенте.

### Нови Сад
Петроварадинско војно гробље
На петроварадинском војном гробљу сахрањено је 96 руских ратних заробљеника, који су умрли од рана и болести у аустроугарском заробљеничком логору код Новог Сада. Споменик у облику руског православног крста био је подигнут 1929. године на месту сахране 96 војника руске војске, 
Крајем деведесетих година 19. века споменици су готово потпуно уништени због неодржавања и зуба временом. 27. октобра 2013. године. обновљен је споменик на Петроварадинском војном гробљу средствима руског савезног буџета.
Успенско гробља
На Успенско гробље, која је постло Руски меморијал у Србији, претежно су пренети посмртни остаци Руса који су до 1921. године заједно са Србима били сахрањени у заједничкој гробници на новосадском Јовановском гробљу. Међу сахрањенима су руски официри, војници, цивили, углавном избеглице из Првог светског рата. 
Римокатоличко гробље
Познато је да су на овом гробљу сахрањени посмртни остаци 42 непозната руска војника аусторугарских заробљеника, који су у војном логору у Новом Саду умрли у периоду од 1915. до 1918. године, сахрањени, али нажалост остаци крстова на гробницама нису сачувани.

### Бела Црква
Градско православно гробље
На Градском православном гробље белоцркванском градском православном гробљу постоје индивидуалне гробнице руских ратних заробљеника (укупно 31 одвојена гробница - 21 војника и 10 официра), који су умрли у периоду од 1915. до 1918. године Гробови су распоређени у два реда и обележени су крстовима од савијених металних шипки, на којима су биле ојачане називне плоче (сада изгубљене).
На белоцркванском гробљу осим 31 војника и официра који су страдали у Првом светском рату, сахрањено је и 650 руских кадета (из сасатав пребеглог кадетског корпуса, који је бројао 2.500 припадника, који је у Белој Цркви имао школу све до Другог светског рата) и њихових потомака. Међу њима има и 19 руских генерала.

### Кикинда
Железничко гробље
Међу почившима на овом гробљу су поред настрадалих руских војника у Првом светском рату (према евиденцији њих 61), и посмртни остаци козаака, генерала, лекара, научника, просветара и писца. Свих они који су у време Првог светског рата нашли уточиште у на простору данашње државе Србије и на том простору преминули.
После Другог светског рата овај меморијални компекс је запуштен, тако да су земни остаци руских војника и грађана годинама били прекривени запуштеном шумом и густим шипражјем. 
Обнову и подизање споменика 2016. године, финансирала је руска фондација ”Наслеђе уз подршку организације „Наша Србија”, СПЦ и Митрополије тобољске и тјуменске.